# Samuel (nakladatelství)
Samuel, Biblická práce pro děti je nakladatelství vydávající křesťansky orientovanou literaturu pro děti, mládež, rodiče a pracovníky s dětmi. Jedná se převážně o překlady z angličtiny. Nakladatelství bylo založeno v roce 1990 a k nejznámějším titulům z jeho produkce patří překlady knih o vztazích amerického pastora Joshuy Harrise a dětská beletrie spisovatelky Patricie St.John.